# Luftvärnets stridsskola
Luftvärnets stridsskola (LvSS) är en truppslagsskola för luftvärnet inom svenska armén som verkat i olika former sedan 1942. Förbandsledningen är förlagd i Halmstads garnison i Halmstad.

## Historia
År 1942 bildades Luftvärnets stridsskola under namnet Luftvärnsskjutskolan, vid samma tidpunkt blev luftvärnet ett självständigt truppslag. Förvaltningsmässigt underställdes skolan Stockholms luftvärnsregemente (Lv 3), dock så var skolan till en början samlokaliserad med luftvärnsinspektionen i Stockholm. År 1954 flyttade skolan in i Arméns radarkommittés gamla lokaler på Valhallavägen 117. År 1953 omlokaliserades Stockholms luftvärnsregemente till Norrtälje. Luftvärnsskjutskolan kvarstod dock i Stockholm, men övertog 1957 delar av det kasernetablissement som Signalregementet lämnade i Frösunda samma år.
År 1973 föreslog regeringen i en proposition gällande arméns fredsorganisation, bland annat en omlokalisering av Luftvärnsskjutskolan. Luftvärnsskjutskolan hade vid den tidpunkten 14 anställda och löd förvaltningsmässigt under Roslagens luftvärnsregemente (Lv 3) i Norrtälje. Dock hade skolan sedan 1942 haft övningsverksamhet på under sommarhalvåret på Väddö skjutfält. Bakgrunden till regeringens förslag var rent regionalpolitiskt, då man hade lovat Norrtälje kommun att tillföra ytterligare militär verksamhet till kommunen. År 1979 omlokaliserades Luftvärnsskjutskolan till Norrtälje garnison där skolan samlokaliserades med Roslagens luftvärnsregemente (Lv 3). Dock så kvarstod skolans verksamhet under sommarhalvåret vid Ytterskär på Väddö skjutfält och i Norrtälje hade man endast verksamhet under vinterhalvåret.
Genom försvarsutredning 1988 uppgick skolan den 1 juli 1991 i det nybildade Arméns luftvärnscentrum (LvC). Vilket var ett centrum där samtlig lednings- och utbildningsverksamhet inom luftvärnet samlades. Vilket även ledde till att Luftvärnets officershögskola och tekniska skola (LvOHS/TS) som tidigare verkat vid Göta luftvärnsregemente (Lv 6) i Göteborg, omlokaliserades till Norrtälje. Genom försvarsbeslutet 1996 avvecklades Arméns luftvärnscentrum den 31 december 1997. Och skolan återupprättades från den 1 januari 1998 som ett självständigt förband, fast nu under namnet Luftvärnets stridsskola (LvSS). Detta då Luftvärnets officershögskola och tekniska skola tillkom till Norrtälje 1991.
Inför försvarsbeslutet 2000 föreslog regeringen att inordna vissa av Försvarsmaktens skolor i andra organisationsenheter. Vilket skulle möjliggöra skolorna mindre personalkrävande och därmed mer kostnadseffektiva. Samtidigt ville regeringen behålla organisationen vid skolorna, men effektivisera och anpassa dem till den nya grund- och insatsorganisationen. Då regeringen bedömde att synergieffekter med luftvärnsförband och luftvärnsskolor var bäst i Halmstad jämfört med Norrtälje. Regeringen ansåg visserligen att Roslagens luftvärnskår hade bäst förutsättningar för luftvärnsutbildning, ur ett rent luftvärnsperspektiv, men Göta luftvärnskår bedömdes av regeringen ha tillräckligt goda förutsättningar för fortsatt luftvärnsutbildning. Regeringen kom i sin proposition gällande försvarsbeslutet 2000 därför föreslå att avveckla Roslagens luftvärnskår, samt behålla Göta luftvärnskår. Det då Göta luftvärnskår ansågs ha en större och bättre möjlighet till garnisonssamordning med en utbyggd infrastruktur för att klara en ökad mekanisering av luftvärnet. Den 30 juni 2000 upplöstes skolan som en självständig organisationsenhet och från den 1 juli 2000 underställdes skolan Luftvärnsregementet (Lv 6). Enligt försvarsbeslutet skulle skolans verksamheten i Norrtälje vara avvecklad senast den 30 juni 2001. Dock var avveckling redan genomförd den 30 juni 2001 och från den 1 juli 2001 verkade skolan fullt ut i Halmstad.

### Tidsaxel
- 1942: Upprättas organisationen under namnet Luftvärnsskjutskolan.
- 1949: Upprättas Arméns radarskola med förläggning till Stockholm.
- 1952: Omlokaliseras Stockholms luftvärnsregemente till Norrtälje.
- 1954: Omlokaliseras Arméns radarskola till Göta luftvärnsregemente (Lv 6) i Göteborg.
- 1957: Upprättas Arméns radar- och luftvärnsmekanikerskola (RMS), med förläggning till Göta luftvärnsregemente (Lv 6) i Göteborg.
- 1961: Avvecklas Karlsborgs luftvärnsregemente (Lv 1), och dess standar och traditioner överförs till Göta signalkår (S 2).
- 1979: Luftvärnsskjutskolan omlokaliseras från Stockholm till Norrtälje.
- 1981: Upprättas Luftvärnets officershögskola och tekniska skola (LvOHS/TS) genom en sammanslagning av LvKAS OCH RMS.
- 1984: Luftvärnsskjutskolan övertar Karlsborgs luftvärnsregementes standar och traditioner.
- 1991: Upprättas Arméns luftvärnscentrum (LvC) bestående av Luftvärnssektionen i Arméstaben, Luftvärnsskjutskolan (LvSS) och Luftvärnets officershögskola (LvOHS).
- 1994: Omorganiseras samtliga luftvärnsregementen till luftvärnskårer, samt Luftvärnets officershögskola blir en del av Luftvärnsskjutskolan.
- 1997: Arméns luftvärnscentrum (LvC) avvecklas.
- 1998: Luftvärnsskjutskolan uppsätts åter som självständig enhet, men under det nya namnet Luftvärnets stridsskola (LvSS).
- 2000: Genom försvarsbeslutet 2000 omlokaliseras Luftvärnets stridsskola till Halmstad och blir en del av Luftvärnsregementet (Lv 6).

## Verksamhet
Luftvärnets stridsskola (LvSS) har som uppgift att utbilda officerare och blivande officerare till luftvärnet. Vidare har skolan som ansvar för att utbilda och utveckla förband och vapensystem inom luftvärnet. Luftvärnets stridsskola är ansvarig för all utveckling av metoder, materiel och organisation inom Luftvärnsregementet. Detta för att utveckla luftvärnets förmåga att kunna verka både i nationella och internationella insatser.

## Ingående enheter

### Luftvärnets officershögskola
Luftvärnets officershögskola (LvOHS) bildades den 1 juli 1994 genom att Luftvärnets officershögskola och tekniska skola delades i två delar, där officershögskolan flyttades från Göteborg till Norrtälje. Officershögskolan svarade för det första året av den då tvååriga utbildningen till yrkesofficerare. Vidare svarade även skolan för reserv- och värnpliktigas grundläggande officersutbildning. Den 31 december 1998 upphörde den grundläggande utbildningen inom respektive försvarsgrenarna och inom armén vid truppslagen. Istället samlades den 1 januari 1999 officersutbildning till tre nya försvarsmaktsgemensamma militärhögskolor Militärhögskolan Karlberg (MHS K), Militärhögskolan Halmstad (MHS H) och Militärhögskolan Östersund (MHS Ö).

### Arméns radar- och luftvärnsmekanikerskola
Arméns radar- och luftvärnsmekanikerskola (RMS) bildades den 1 juli 1957, det genom en sammanslagning av Arméns radarskola (RadarS) och Luftvärnets mekanikerskola (LvMekS). Radarskolan bildades den 3 september 1945 vid LvSS, men kom redan från början att vara en del av Arméns signalskola (SignS). Luftvärnets mekanikerskola bildades den 1 maj 1952. Detta efter att utbildningen av radarmekaniker tidigare skett vid Arméns signalskola och pjäsmekanikerutbildning vid Lv 6 i Göteborg. Den 1 juli 1981 bildade skolan tillsammans med Luftvärnets kadett- och aspirantskola, det nya skolförbandet Luftvärnets officershögskola och tekniska skola (LvOHS/TS).

### Luftvärnets officershögskola och tekniska skola
Luftvärnets officershögskola och tekniska skola (LvOHS/TS) har en brokig historia, då det var ett skolförband som bildats av flera skolförband. Förbandet verkade aktivt mellan den 1 juli 1981 och den 30 juni 1994. Den 1 juli 1994 delades skolan, där den tekniska delen flyttades till Östersund och integrerades i Arméns tekniska skola. Officersutbildningen flyttades till Norrtälje och blev en del av Luftvärnsskjutskolan.

## Förläggningar och övningsplatser
När skolan bildades i oktober 1942 förlades den till Luftvärnsinspektionen på Nybrogatan 12 i Stockholm. Den 23 december 1942 förlades skolan och inspektionen till Engelbrektsgatan 21, där de var lokaliserade fram till den 30 oktober 1954. Från den 24 januari 1957 förlades skolan temporärt till Valhallavägen 117. Från den 4 november 1957 flyttade skolan in på det kasernetablissement som Signalregementet lämnade efter sig i Frösundavik. Där kom skolan att verka fram till hösten 1979, då skolan samlokaliserades den 1 september 1979 med Roslagens luftvärnsregemente i Norrtälje garnison. I Norrtälje förlades skolan till ett nybyggt skolhus i två våningar med en yta på 1 562 m². Skolhuset bestod av expeditionslokaler, skrivrum, konferensrum, lärarrum, gruppstudierum, dagrum, omklädnads-rum för befäl och en taktiksal. Genom försvarsbeslutet 2000 beslutades att skolan skulle förläggas till Halmstad. Den 1 juli 2000 påbörjades flytten vilken var slutförd den 31 december 2000. I Halmstad samlokaliserades skolan med Luftvärnsregementet, vilka övertog hela det kasernetablissement som Halmstads regemente verkade på fram till 30 juni 2000.

## Heraldik och traditioner
Den 16 juni 1938 överlämnade kung Gustav V på sin 80-årsdag ett förbandsstandar till Karlsborgs luftvärnsartilleriregemente. Överlämningen av standaret skede på Ladugårdsgärdet och fördes av regementet fram till att det avvecklades den 31 mars 1961. Förbandsstandaren överfördes då till Göta signalkår (S 2), vilket upphöjdes till regemente den 1 juli 1962, som kom att föra standaret vid vissa tillfällen. Den 1 juli 1984 uppgick Göta signalregemente som en utbildningsbataljon inom Livregementets husarer (K 3). Standaret kom då att överföras den 8 oktober 1984 till Luftvärnsskjutskolan (LvSS). Sedan den 1 juli 2000 bevaras minnet av Karlsborgs luftvärnsregemente av Luftvärnsregementet (Lv 6).

## Förbandschefer
- 1942–1946: Sten Axel Odelberg
- 1946–1954: Einar Hellström
- 1954–1955: Sven Thofelt
- 1955–1957: Per Olle Rydner
- 1957–1964: Birger Olin
- 1964–1966: Carl Herlitz
- 1966–1971: Per Sundh
- 1971–1977: Elis Sundin
- 1977–1980: Stig Prinzell
- 1980–1984: Stig Magnusson
- 1984–1988: Torsten Törnqvist
- 1988–1992: Leif Gunnerhell
- 1993–1995: Gunnar Jansson
- 1995–1997: Jan-Erik Jakobsson
- 1997–1998: Sören Möller
- 1998–2000: Ulf Persson
- 2000–20??: Göran Wahlqvist
- 20??–201?: Fredrik Zetterberg
- 201?–201?: Christoffer Schildt
- 201?–20xx: Håkan Hörstedt

## Namn, beteckning och förläggningsort
| Luftvärnsskjutskolan    | 1942-10-01 | – | 1997-12-31 |
| Luftvärnets stridsskola | 1998-01-01 | – |            |

| LvSS | 1942-10-01 | – |  |

| Stockholms garnison (F) | 1942-10-01 | – | 1979-08-31 |
| Norrtälje garnison (F)  | 1979-09-01 | – | 2000-12-31 |
| Väddö skjutfält (F)     | 1979-09-01 | – | 2000-12-31 |
| Halmstads garnison (F)  | 2001-01-01 | – |            |

## Galleri

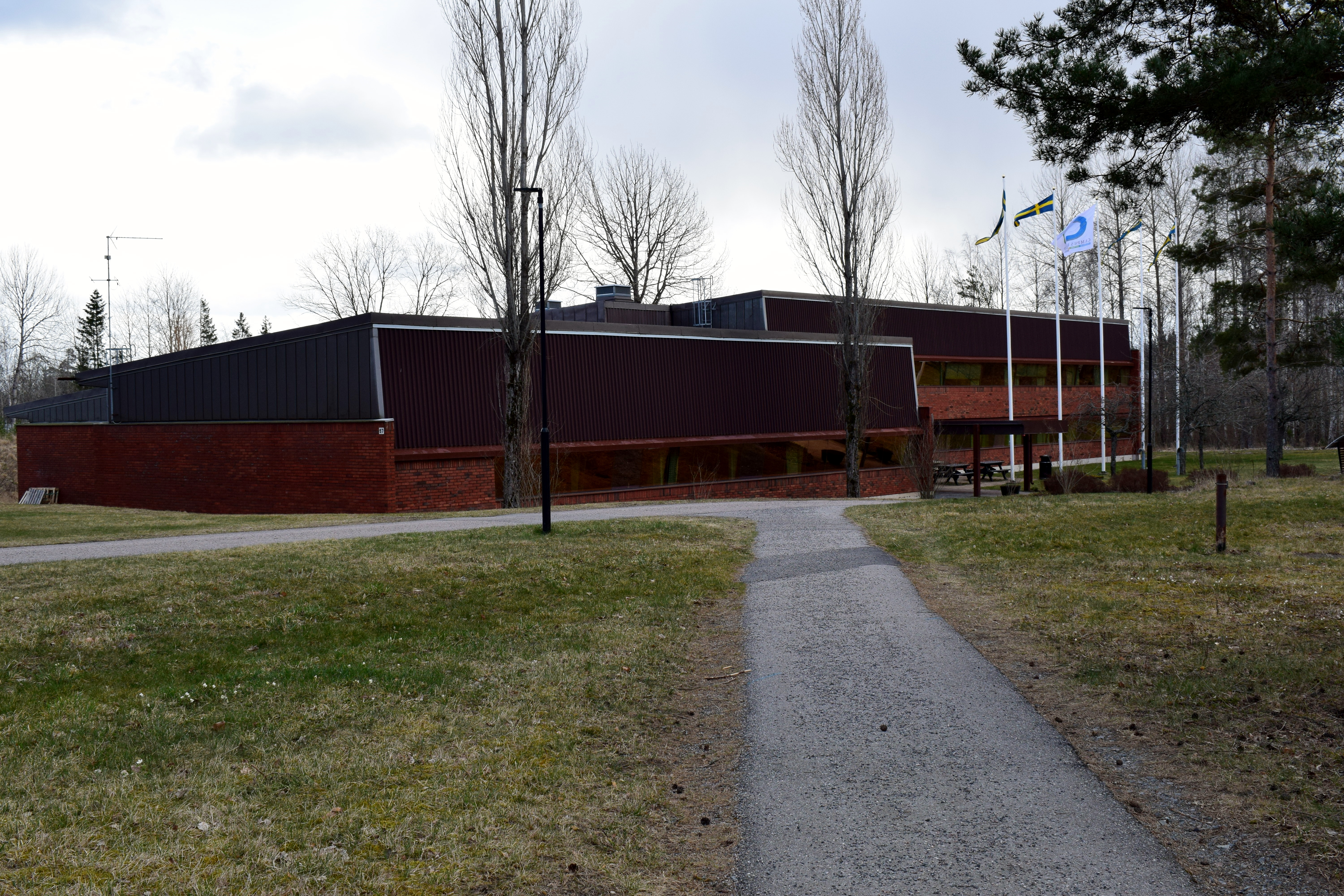
Stabsbyggnaden vid Norrtälje garnison
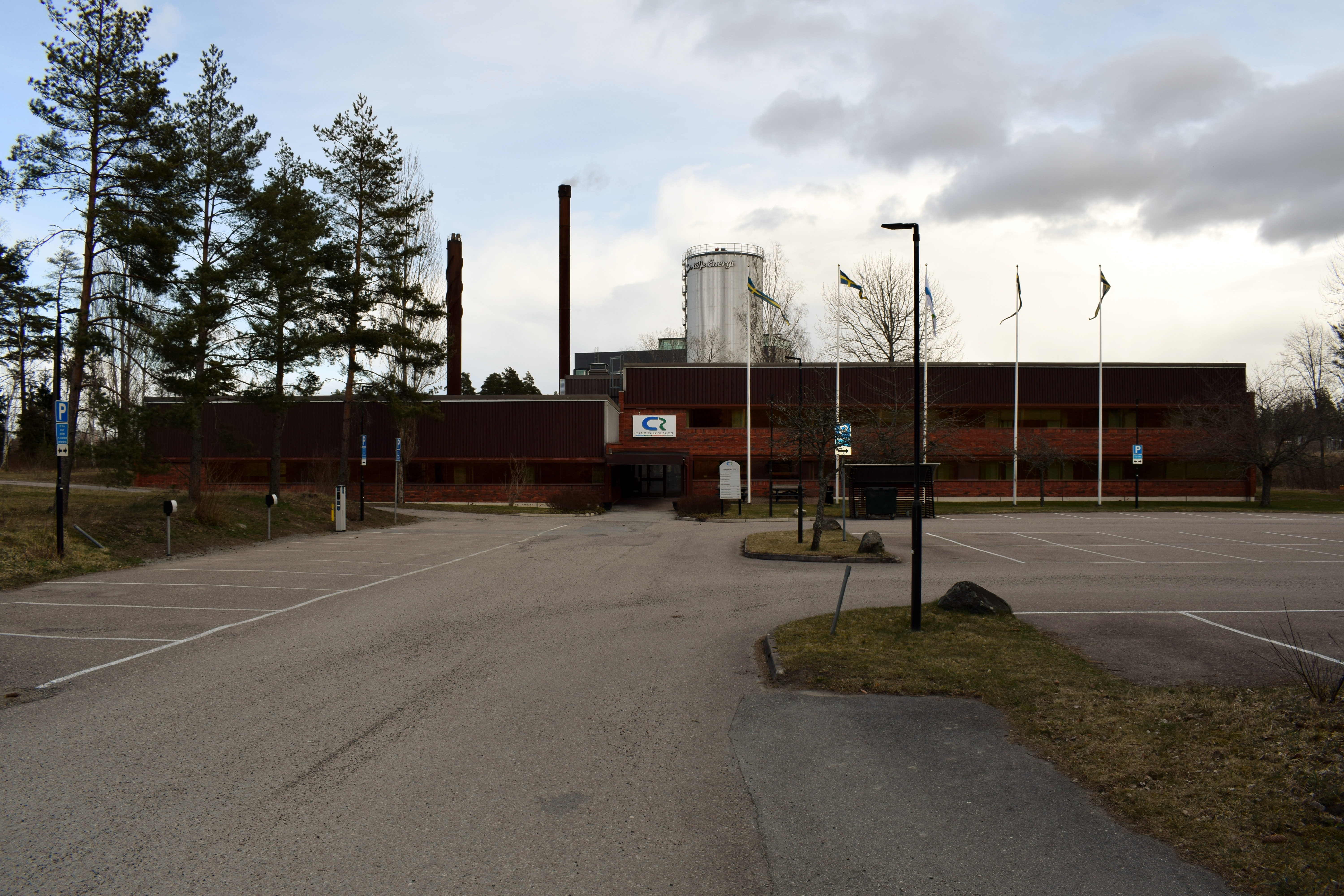
Stabsbyggnaden vid Norrtälje garnison
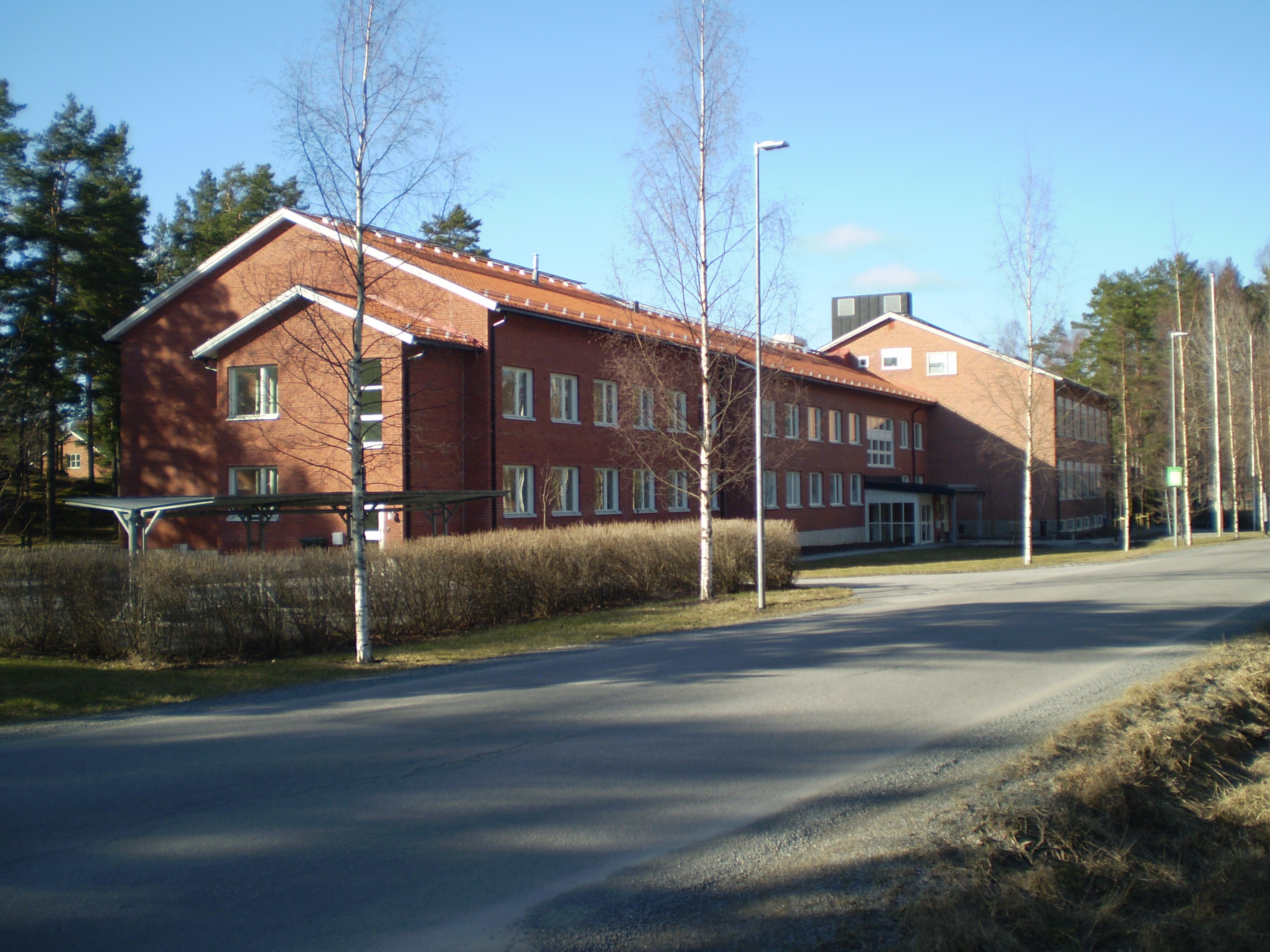
Skolbyggnad vid Norrtälje garnison
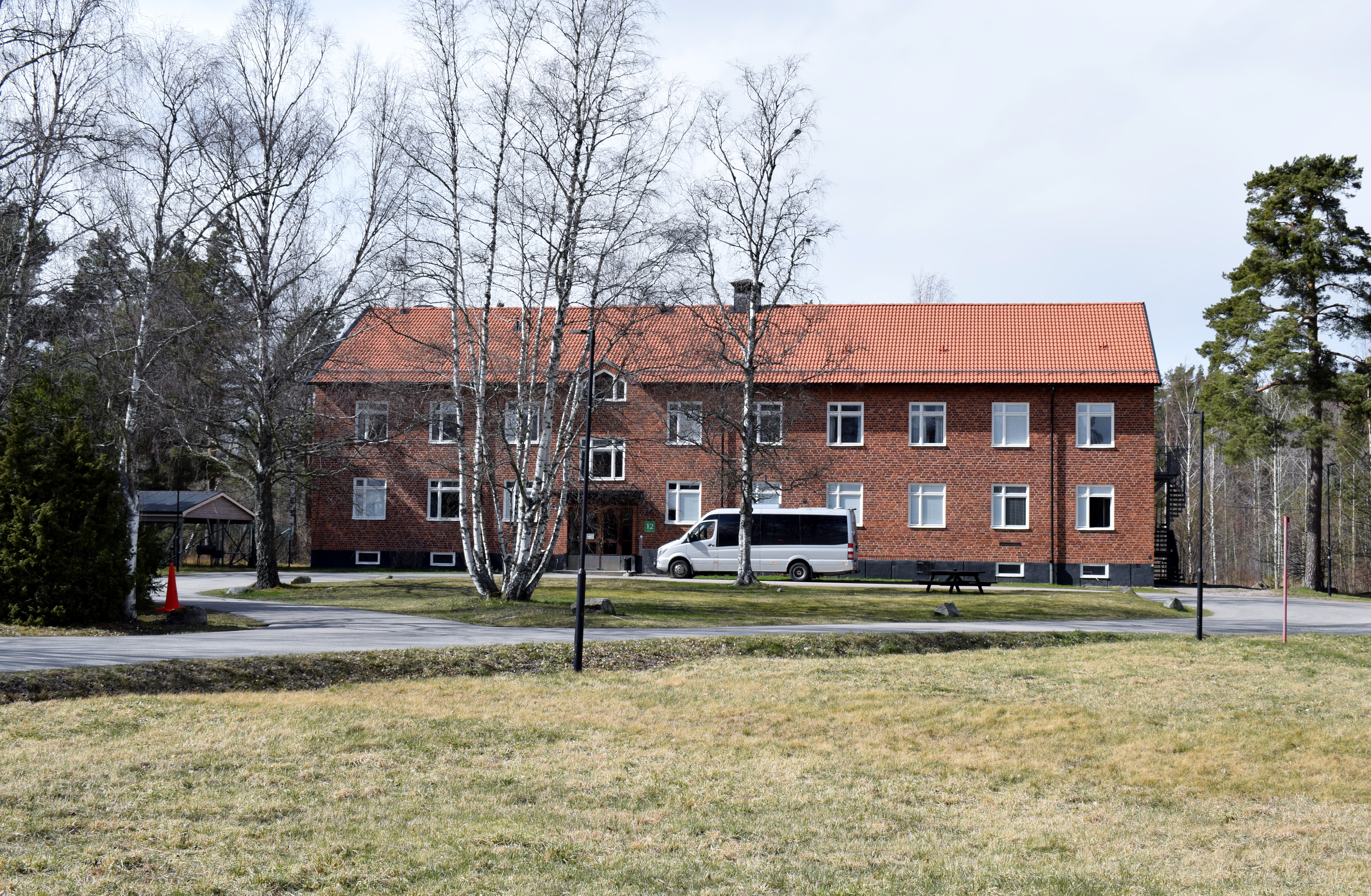
Elevhotell vid Norrtälje garnison